# Ambulatorium

Ambulatoriets placering (rödmarkerad) på en planritning av en traditionell kyrka. Pilen visar huvudingången (i väst).

Ambulatorium (av latinets ambulo, ”vandra”) eller koromgång är en gång som omger koret eller högkoret i en kyrkobyggnad.
Utanför koromgången, som vanligen avskiljs från koret genom en rad pelare eller fortsättningen på mittskeppets arkader, finns ofta en kapellkrans med absider. Koromgången användes bland annat vid förevisningen av reliker under medeltiden.